# Betz-Zelle

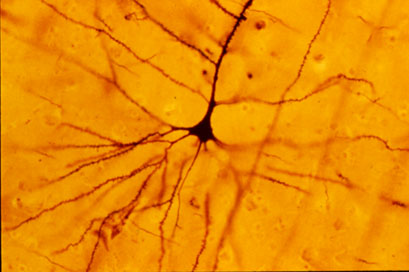
Pyramidenzelle (Golgi-Färbung)

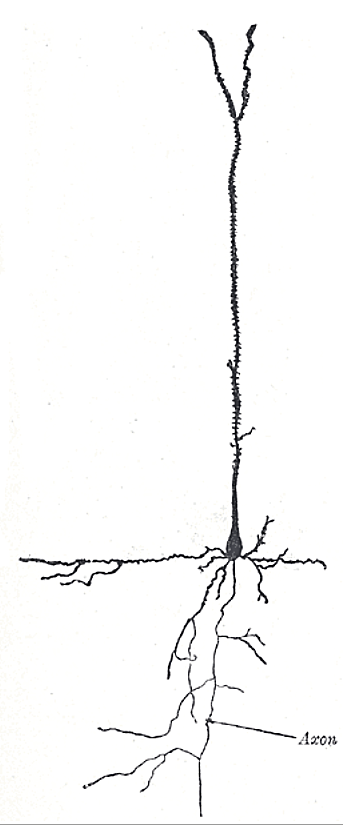
Betz-Zelle

Die Betz-Zelle oder Betzsche Riesenpyramidenzelle (nach dem Anatomen Wladimir Betz) ist ein neuronaler Zelltyp im primär-motorischen Cortex der Grauen Substanz des Endhirns.
Die bis zu 100 µm großen Zellkörper (Perikarya) dieser Pyramidenzellen liegen in der Schicht Vb der Großhirnrinde des Gyrus praecentralis des Frontallappens und sind kennzeichnend für den zytoarchitektonischen Bau dieser Region (Brodmann-Areal 4). Die Betzschen Riesenpyramidenzellen stellen hier etwa 5 Prozent der Pyramidenzellen, ihre Anzahl beim Menschen wird auf etwa 30.000 geschätzt.
Die Neuriten von Betz-Zellen projizieren über lange absteigende Bahnen zu tiefer gelegenen Regionen des ZNS im Hirnstamm und im Rückenmark und bilden teils unmittelbar exzitatorische Synapsen mit Motoneuronen in Kernen von Hirnnerven oder solchen im Vorderhorn von Rückenmarkssegmenten. Ihre stark myelinisierten Axone sind als über 10 µm dicke Nervenfasern in diesen Projektionsbahnen zu finden, den Tractus corticonucleares wie den Tractus corticospinales, die daneben mehrere Hunderttausend weiterer Fasern führen und zusammengefasst auch als Pyramidenbahn bezeichnet werden (siehe Pyramis im Markhirn). Zu den Betz-Zellen gehören die größten Nervenzellen – mit zentralen Fortsätzen, die beim erwachsenen Menschen länger als ein Meter werden.

## Bau
Betzsche Riesenpyramidenzellen sind multipolare Nervenzellen. Die nebenstehende Abbildung zeigt das Schema einer Pyramidenzelle vom Typ Betz-Zelle mit den Verzweigungen ihrer kürzeren Fortsätze in der Großhirnrinde. Der Bildausschnitt umfasst von oben nach unten nahezu deren Dicke, etwa 2,5 bis 3 Millimeter; man kann sich die Oberfläche des Gehirns obenzu und die Grenze zum Marklager (Weiße Substanz) untenhin denken. Die zwiebelartige Verdickung in der Bildmitte ist der Zellleib, das sogenannte Perikaryon oder Soma, das auch den Zellkern beherbergt; er liegt bei Betz-Zellen in Schicht V des Neocortex des Stirnlappens. Der von der Spitze (lateinisch apex) ausgehende kräftige Zellfortsatz ist ein Dendrit und zieht nach oben in Richtung Hirnoberfläche, wo seine Aufzweigungen die Schicht I erreichen. Dieser apikale Dendrit erhält hier Signale vor allem von thalamischen und prämotorischen Afferenzen; er stellt den hauptsächlichen Informationseingang der Pyramidenzelle dar. Die dornigen Auftreibungen sind jeweils postsynaptische Vorwölbungen, sogenannte Dornenfortsätze. Außer dem apikalen sind noch einige weitere Dendriten an der Basis zu sehen; diese basalen Dendriten zweigen in den Schichten V und VI auf.
Daneben ist der basale Neurit zu erkennen, welcher nach unten, also ins Innere des Gehirns zieht; er stellt den Informationsausgang der Pyramidenzelle dar. Das Axon gibt noch im Cortex eine Reihe von Kollateralen ab, die annähernd rechtwinklig abzweigen. Der weitere Verlauf des Axons ist noch erheblich länger, beim Menschen müsste der Bildausschnitt von oben nach unten bis 500-mal länger sein.